# Jessica Jurg
Jessica Jurg (Groningen, 4 september 1995) is een Nederlands voetballer die sinds 2013 speelt in Division 1 voor de Universiteit van Hartford, Connecticut in Amerika.  

## Carrière
Jurg speelde in de beginfase van haar carrière voor Cambuur en Annen. Bij die laatste heeft ze tot aan de B-junioren het doel bewaakt. Voor seizoen 2010/11 liet ze zich overschrijven naar Oranje Nassau, de satellietclub van sc Heerenveen. Al op 15-jarige leeftijd debuteerde ze voor Heerenveen in de Eredivisie Vrouwen. Ze was daarmee de eerste speler die zo jong debuteerde in de competitie. In de zomer van 2012 maakte ze op 16-jarige leeftijd de overstap naar PEC Zwolle. Nu speelt Jessica Jurg voor de universiteit van Hartford, Connecticut in Amerika. Al in de eerste week werd ze benoemd als Co-Rookie of the Week door de America East. Inmiddels 12 wedstrijden gespeeld, waarvan 7 wedstrijden nul doorgelaten.

## Statistieken
| Seizoen                    | Club          | Land      | Competitie            | Wedstrijden | Doelpunten |
| -------------------------- | ------------- | --------- | --------------------- | ----------- | ---------- |
| 2010/11                    | sc Heerenveen | Nederland | Eredivisie            | 2           | 0          |
| 2011/12                    | sc Heerenveen | Nederland | Eredivisie            | 5           | 0          |
| 2012/13                    | PEC Zwolle    | Nederland | BeNe League Orange    | 3           | 0          |
| 2012/13                    | PEC Zwolle    | Nederland | Women's BeNe League B | 12          | 0          |
| Totaal                     | Totaal        | Totaal    | Totaal                | 22          | 0          |
| Bijgewerkt tot 27 mei 2013 |               |           |                       |             |            |